# Tenue du FC Barcelone

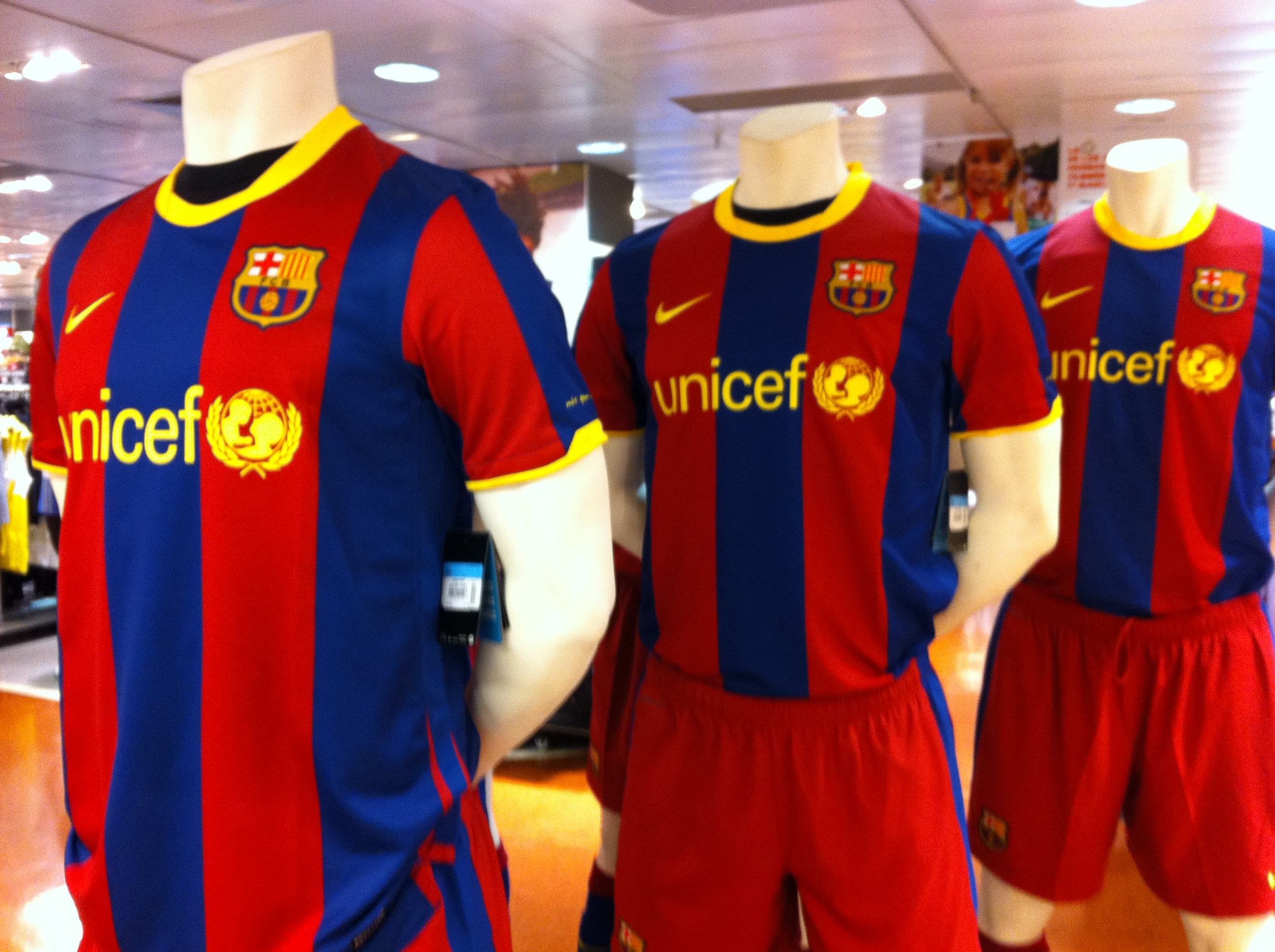
Le maillot de la saison 2010-2011.

Le maillot du FC Barcelone est composé de barres verticales bleues et grenats depuis la fondation du club en 1899.

## Origine du maillotblaugrana
Les couleurs distinctives du FC Barcelone sont le bleu et le grenat. Il existe diverses hypothèse sur les raisons qui amenèrent les fondateurs du club à choisir ces couleurs, mais aucune n'est vérifiée de manière irréfutable.

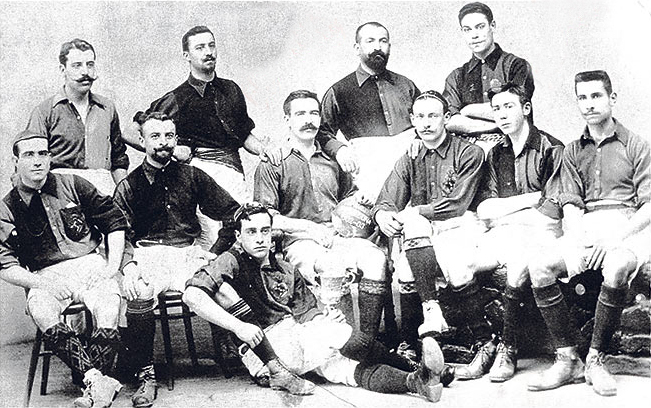
Le maillot du FC Barcelone en 1903. Debout : Llobet, Terradas, Reig et Vidal. Assis : D'Ossó, Steinberg, Meyer, Witty, Gamper, Harris et Lassaleta.

Selon l'hypothèse la plus commune, c'est Hans Gamper, fondateur du club, qui a choisi les couleurs. De fait, il est prouvé que Gamper utilisa ces couleurs lorsqu'il joua son premier match dans la ville de Barcelone avant la fondation du club. Gamper aurait choisi le bleu et le grenat en référence au FC Bâle, club suisse dans lequel Gamper avait joué dès 1896, trois ans avant la fondation du Barça. L'hypothèse selon laquelle Gamper se serait directement inspiré des couleurs de son ancien club suisse est la plus raisonnable, cependant aucun document ne prouve cette hypothèse, c'est pourquoi elle cohabite avec d'autres hypothèses parfois farfelues.
Au sujet de l'origine des couleurs bleu et grenat du FC Barcelone, le quotidien La Vanguardia publie le 4 novembre 2008 un article qui révèle certains faits nouveaux. Il s'agit d'un témoignage de Narciso Masferrer, publié le 29 novembre 1924 dans La Vanguardia à l'occasion du 25e anniversaire du club. À cette date, Hans Gamper exerce son cinquième mandat de président. Narciso Masferrer, ami de Gamper, journaliste et fondateur de Los Deportes, El Mundo Deportivo et La Vanguardia, ancien vice-président du Barça (1909-1910) et ancien président de la Fédération catalane de football, raconte avec précision la réunion qui donna naissance au FC Barcelone le 29 novembre 1899 dans la salle d'armes du Gimnasio Solé dont il fut témoin. Sur la question du choix des couleurs bleu et grenat, Masferrer dit dans son récit : « On traita longuement le choix du nom et des couleurs qu'adopterait le club, étant accordé, comme titre de la société le nom de Football Club Barcelona et les couleurs bleu et grenat, qui sont, sauf erreur, les mêmes que celles du FC Bâle auquel a appartenu jusqu'à récemment le champion suisse Hans Gamper, notre ami estimé. »
Une autre hypothèse est que Gamper aurait choisi ces couleurs en référence avec le drapeau du canton du Tessin, mais la seule relation de Gamper avec ce canton est que sa sœur Rosa y résidait.
Une autre version affirme que les couleurs sont proposées par Otto Maier, un autre cofondateur du club, en référence à l'écusson de sa ville natale, Heidenheim.

## Évolution du maillot

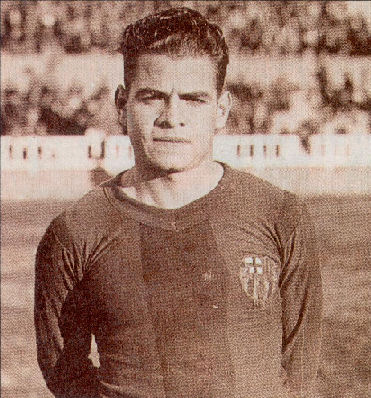
Manuel Parera au début des années 1930 avec le maillot du FC Barcelone.

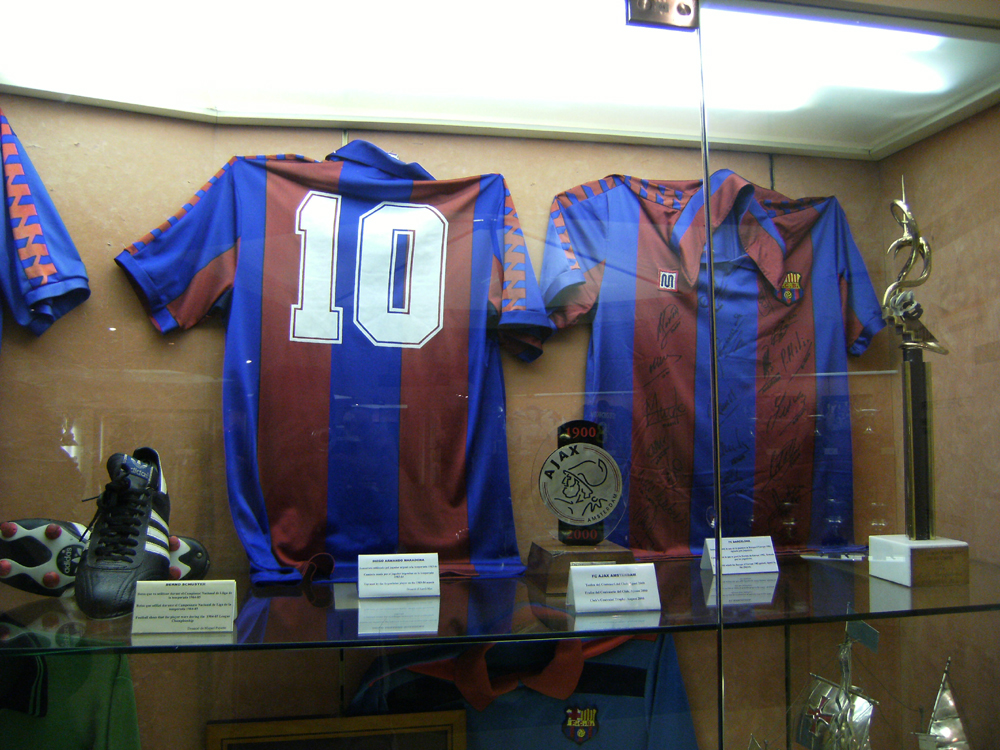
Maillot de Diego Maradona (1982-1984) exposé au musée du Barça.

Les termes blaugrana (en catalan) ou azulgrana (en espagnol) avec lesquels on désigne les joueurs et supporters du FC Barcelone, proviennent de la combinaison des couleurs bleu et grenat. Ces couleurs ont toujours été celles du maillot titulaire de l'équipe. Néanmoins, pendant les dix premières années de l'histoire du club, les shorts sont blancs, puis noirs, et depuis les années 1920, bleus. 
De 1980 à 1992, c'est la firme espagnole Meyba qui est l'équipementier du Barça.
Entre 1992 et 1998, c'est la firme italienne Kappa qui équipe le Barça.
C'est à partir de la saison 1997-1998 que le maillot est modifié chaque année.
Depuis 1998, Nike est l'équipementier du club. Entre 1998 et 2002, l'écusson du Barça est situé au centre du maillot pour la première fois dans l'histoire. Un maillot spécial est créé pour célébrer le centenaire du club en 1999.
Lors de la saison 2005-2006, l'équipe porte des shorts grenats pour la première fois. 
Le maillot de la saison 2007-2008 célèbre le 50e anniversaire du Camp Nou : l'écusson du club est entouré de lauriers avec l'inscription "Camp Nou 1957-2007". 
Lors de la saison 2011-2012, la nouveauté est qu'il s'agit des barres les plus fines de l'histoire du club.
Jusqu'en 2006 et l'accord avec Unicef, l'équipe première de football du FC Barcelone est l'une des seules à ne pas porter de publicité. L'accord avec Unicef est insolite car le club ne perçoit aucun bénéfice économique, au contraire, puisque le club paye 1,5 M€ par année afin de promouvoir des projets organisés par Unicef. Par contre, le club reçoit des montants importants de la part de Nike et de TV3 dont les logos ornent le maillot du Barça. Lors de la saison 2003-2004, le Barça porte sur une manche la publicité du Fórum Universal de las Culturas qui a lieu en 2004 à Barcelone.
En 2005, sous la présidence de Joan Laporta, le FC Barcelone est le premier club d'Espagne qui inclut un drapeau territorial (celui de la Catalogne) sur son maillot. Cette décision, qui voulait être une preuve de la catalanité du FC Barcelone, déclenche une mode qui s'étend aux autres équipes espagnoles. Depuis 2005, le Barça a toujours porté un petit drapeau de la Catalogne, à différents endroits selon la saison, que ce soit à l'arrière au niveau de la nuque ou devant sur le col comme en 2014. Le brassard de capitaine est aussi aux couleurs de la Catalogne.

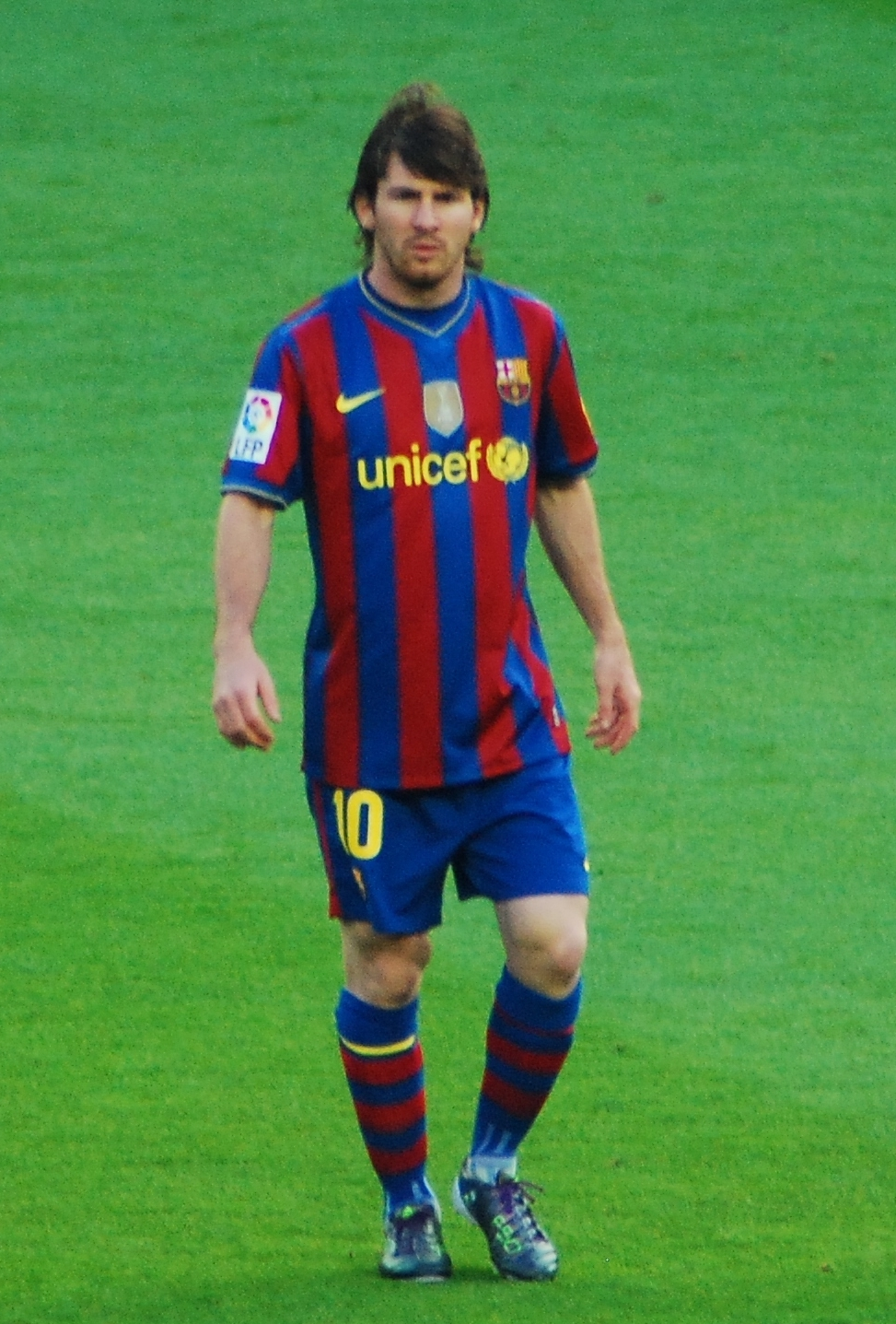
Lionel Messi en 2010 avec le badge FIFA de champion du monde des clubs situé au centre du maillot.

Entre le 14 mars 2010 (match face à Valence CF) et le 12 décembre 2010 (face à la Real Sociedad), le FC Barcelone porte le badge de champion du monde des clubs à la suite de sa victoire le 19 décembre 2009 face à Estudiantes de La Plata (2 à 1) à Abu Dhabi. Ce badge, d'aspect doré, est otorgué par la FIFA et porte l'inscription FIFA WORLD CHAMPIONS 2009. Il est placé au centre du maillot, entre l'écusson du club et le logo de Nike. Ce maillot frappé de l'écusson FIFA est historique car c'est la première fois que le Barça est champion du monde. La boutique du FC Barcelone en écoule 60 000 en quelques mois. Deux ans après, en 2012, Barcelone porte de nouveau le badge FIFA de champion du monde à la suite d'un nouveau succès dans cette compétition. En 2016, pour la troisième fois, Barcelone porte le badge de champion du monde.
Lors de la saison 2015-2016 les bandes sont horizontales, au lieu de verticales, pour la première fois dans l'histoire du club.
Pour la saison 2016-2017, le maillot revient aux barres verticales classiques. Ce maillot évoque celui de la saison 1991-1992 qui voit Barcelone remporter sa première Ligue des champions.
À partir de la saison 2017-2018, la compagnie japonaise Rakuten devient le sponsor principal succédant à Qatar Airways. Rakuten versera au Barça environ 60 M€ par saison. Le 19 janvier 2018 a lieu au Rakuten Café Shibuya de Tokyo l'inauguration d'une exposition consacrée aux maillots du FC Barcelone.
À partir de la saison 2018-2019, le champion d'Espagne en titre porte un logo distinctif sur la manche du maillot. Barcelone est le premier club qui porte ce distinctif (le mot "Campeón" accompagné du trophée de la Liga).
Le maillot de la saison 2019-2020 est bleu à damiers grenats, semblable dans la forme à celui de l'équipe de Croatie. Les carrés s'inspirent de la disposition urbaine du quartier barcelonais de l'Eixample. Le 27 septembre 2018, le club présente un nouvel écusson d'où les lettres FCB ont été supprimées. Le nombre de barres bleues et grenats de l'écusson passe de sept à cinq. Face au rejet des socios, la direction du club renonce à cet écusson.
Pour la saison 2020-2021, le club revient à un motif plus traditionnel avec des barres verticales.
Au cours de la saison 2024-2025, Barcelone porte sur son maillot un écusson spécial qui commémore le 125e anniversaire du club fondé en 1899.

## Maillot remplaçant
Du fait que deux équipes peuvent avoir des couleurs similaires, les clubs doivent disposer d'un deuxième maillot afin d'éviter des confusions à l'arbitre, aux joueurs et aux spectateurs. Le deuxième maillot est souvent utilisé lors des matchs à l'extérieur.
Le FC Barcelone dispose d'un maillot alternatif depuis 1913. Il s'agit d'un maillot blanc avec des shorts bleus. Ces couleurs sont utilisées jusqu'à la saison 1975-1976. C'est alors qu'est créé un maillot jaune avec une bande diagonale bleu et grenat. Pendant les années 1980, la marque Meyba utilise le jaune avec une bande verticale bleu et grenat sur le côté droit. Au début des années 1990, Meyba utilise un maillot orange.
À partir de 1992 et jusqu'en 1998, c'est Kappa qui devient l'équipementier du FC Barcelone. Kappa utilise pour le deuxième maillot une grande variété de couleurs (vert, bleu, orange ou gris platiné).
Depuis l'été 1998, Nike est l'équipementier du Barça. La firme américaine utilise aussi une grande variété de couleurs, proposant chaque année des innovations (gris, doré, différentes teintes de bleu, ocre, jaune fluo, orange, turquoise, rose saumon, vert).
Lors de la saison 2011-2012, la nouveauté est que le maillot, le short et les chaussettes sont entièrement noirs.
Pour la saison 2013-2014, le deuxième maillot représente pour la première fois les couleurs du drapeau catalan (bandes verticales jaunes et rouges). Lors de la saison 2015-2016, les couleurs du drapeau catalan se trouvent dans le dos tandis que le devant du maillot est jaune.

## Évolution
| \| Équipementiers et sponsors \| Équipementiers et sponsors \| Équipementiers et sponsors \| Équipementiers et sponsors \| \| Période \| Équipementier \| Sponsor principal \| Sponsor secondaire \| \| -------------------------- \| -------------------------- \| -------------------------- \| -------------------------- \| \| 1899-1982 \| Aucun équipementier \| Aucun sponsor principal \| Aucun sponsor secondaire \| \| 1982-1992 \| Meyba \| Aucun sponsor principal \| Aucun sponsor secondaire \| \| 1992-1998 \| Kappa \| Aucun sponsor principal \| Aucun sponsor secondaire \| \| 1998-2006 \| Nike \| Aucun sponsor principal \| Aucun sponsor secondaire \| \| 2006-2011 \| Nike \| Unicef [Note 1] \| Aucun sponsor secondaire \| \| 2011-2013 \| Nike \| Qatar Foundation \| Unicef \| \| 2013-2017 \| Nike \| Qatar Airways \| Unicef \| \| 2017-2022 \| Nike \| Rakuten \| Unicef \| \| 2022- \| Nike \| Spotify \| UNHCR \| |                     |                         |                          |
| Équipementiers et sponsors |                     |                         |                          |
| Période | Équipementier       | Sponsor principal       | Sponsor secondaire       |
| 1899-1982 | Aucun équipementier | Aucun sponsor principal | Aucun sponsor secondaire |
| 1982-1992 | Meyba               | Aucun sponsor principal | Aucun sponsor secondaire |
| 1992-1998 | Kappa               | Aucun sponsor principal | Aucun sponsor secondaire |
| 1998-2006 | Nike                | Aucun sponsor principal | Aucun sponsor secondaire |
| 2006-2011 | Nike                | Unicef                  | Aucun sponsor secondaire |
| 2011-2013 | Nike                | Qatar Foundation        | Unicef                   |
| 2013-2017 | Nike                | Qatar Airways           | Unicef                   |
| 2017-2022 | Nike                | Rakuten                 | Unicef                   |
| 2022- | Nike                | Spotify                 | UNHCR                    |

| 1899 | 1910 | 1913 | 1920 | 1992 | 1995 |

| 1997-98 | 1998 | 1999 (Centenaire) | 2000-01 | 2001-02 | 2002-03 |

| 2003-04 | 2004-05 | 2005-06 | 2006-07 | 2007-08 | 2008-09 |

| 2009-10 | 2010-11 | 2011-12 | 2012-13 | 2013-14 | 2014-15 |

| 2015-16 | 2016-17 | 2017-18 | 2018-19 | 2019-20 | 2020-21 |

| 2021-22 | 2022-23 | 2023-24 | 2024-25 | 2025-26 |

## Galerie d'images

Le FC Barcelone, vainqueur de la Coupe d'Espagne en 1928.
1961, lors d'un match de Coupe d'Europe face à Hambourg.
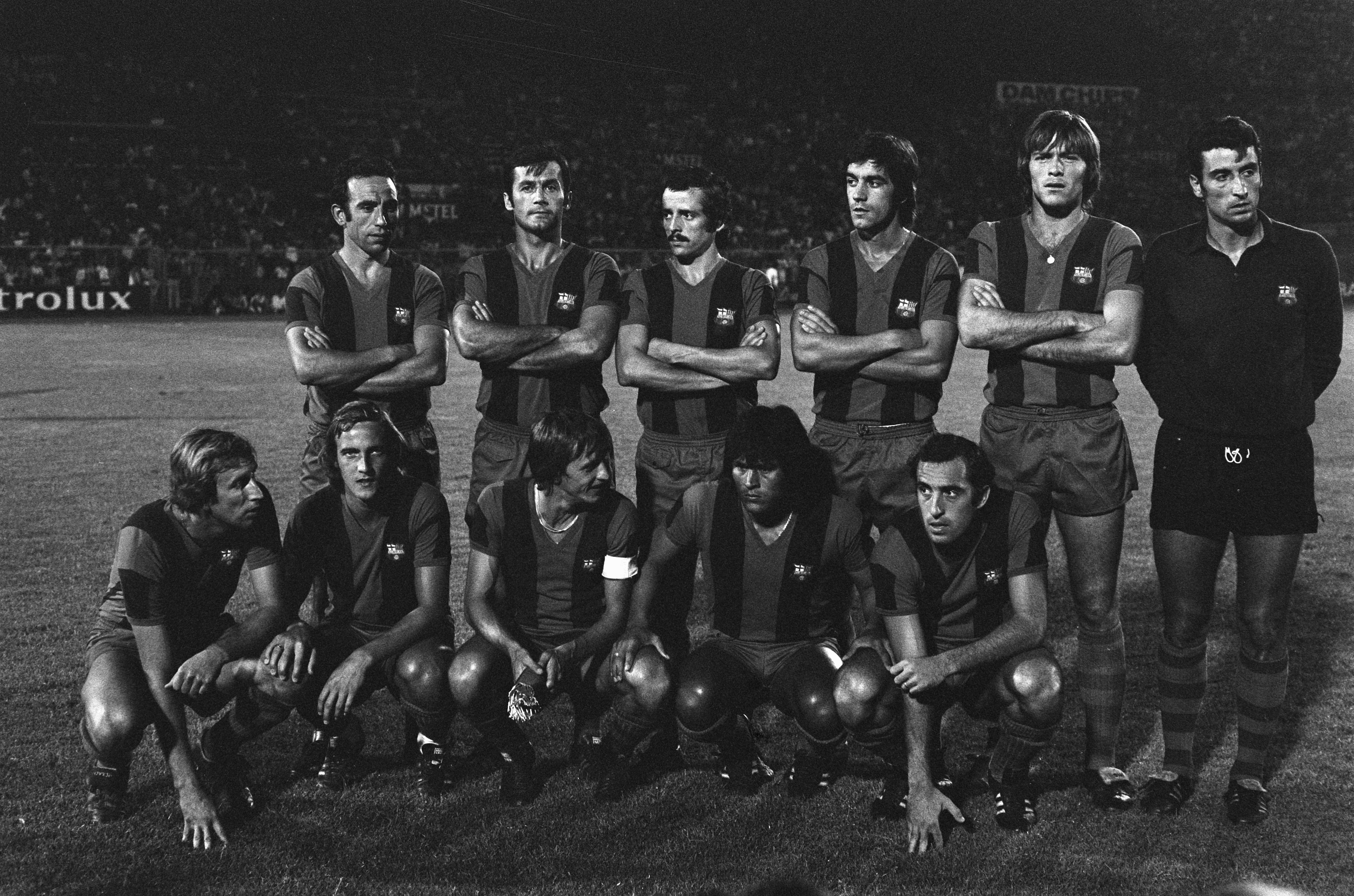
Barcelone en 1975.
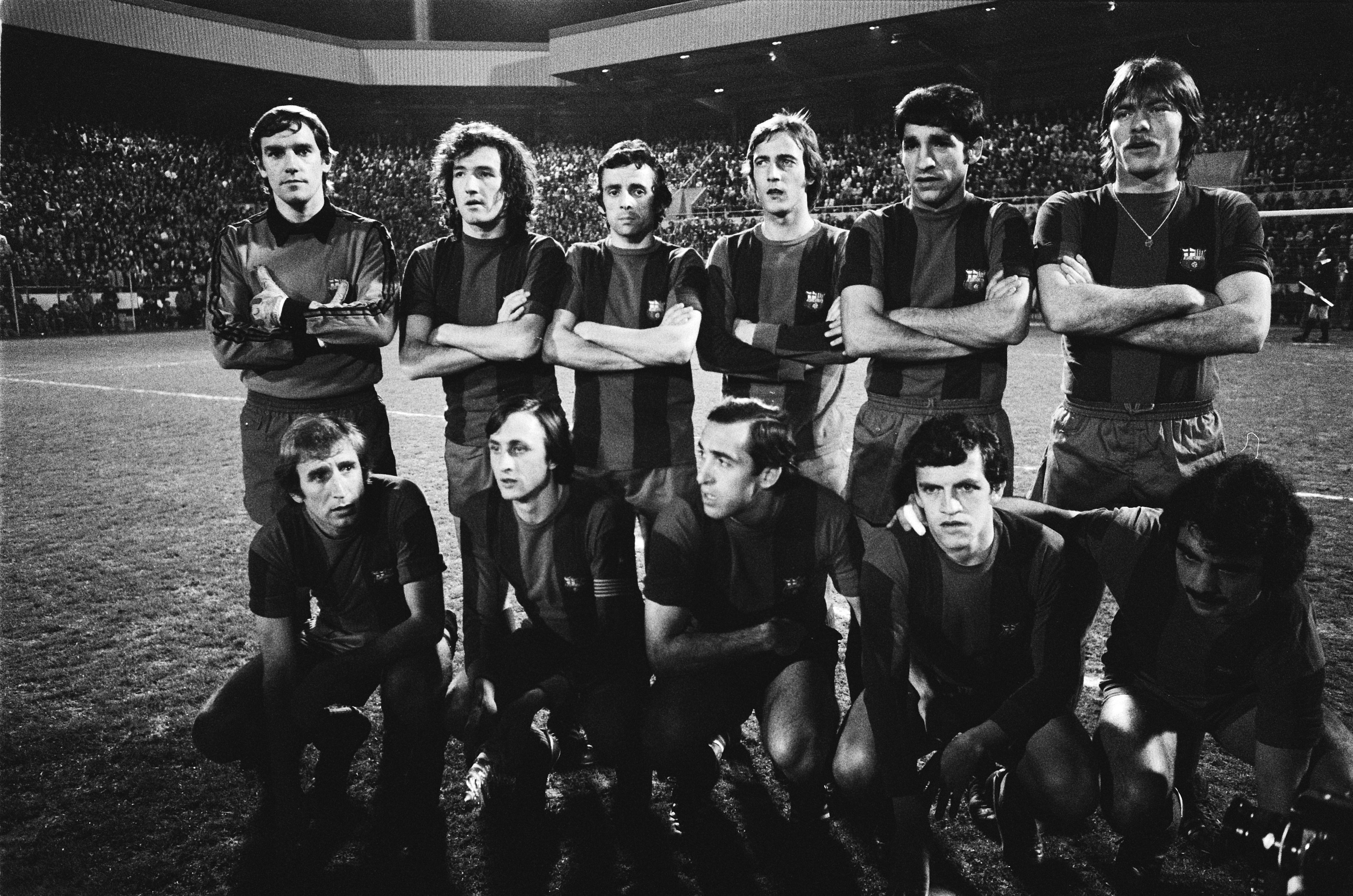
Barcelone en 1978.
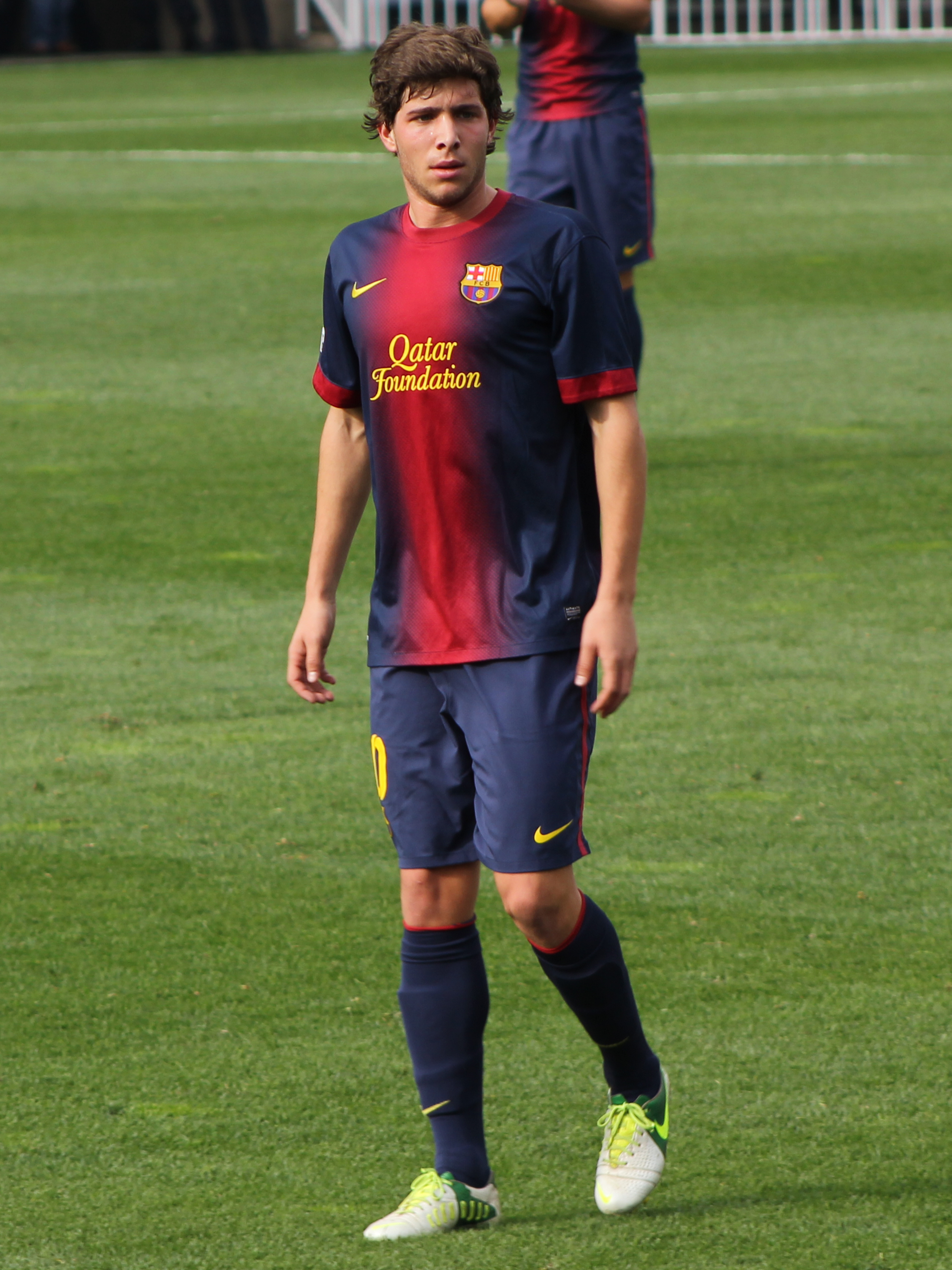
Sergi Roberto avec le maillot de la saison 2012-2013.
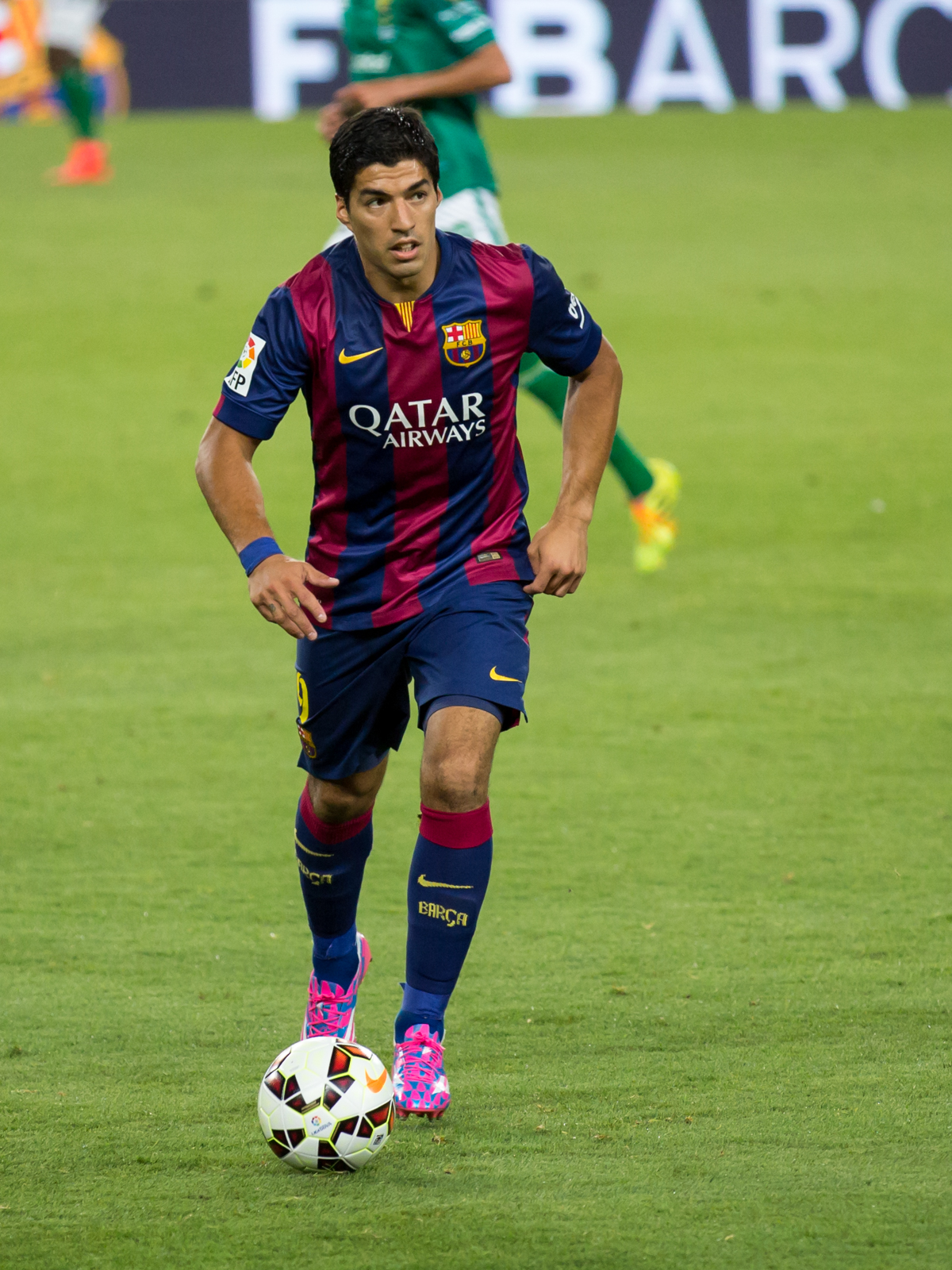
Luis Suárez avec le maillot de la saison 2014-2015.
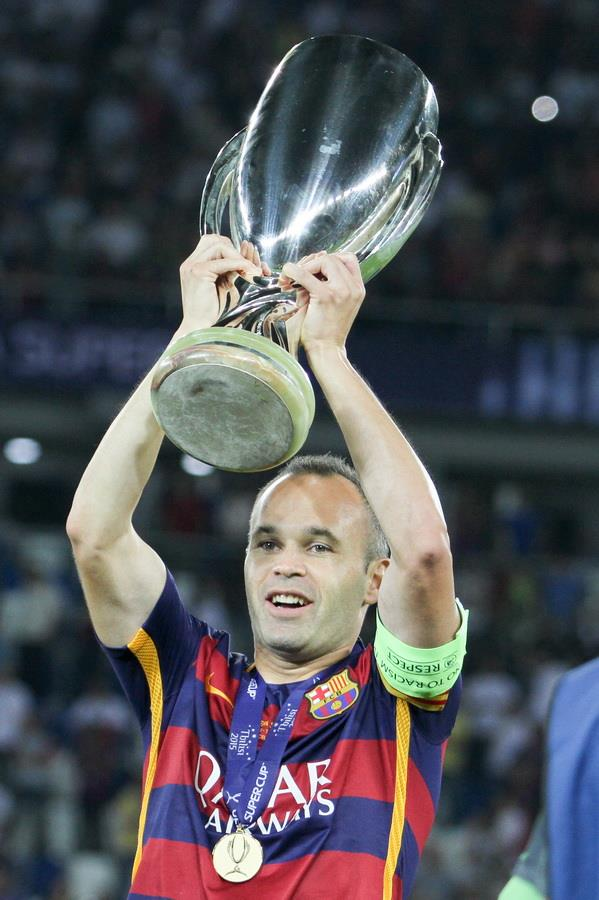
Andrés Iniesta soulevant la Supercoupe de l'UEFA 2015 avec le maillot de la saison 2015-2016.
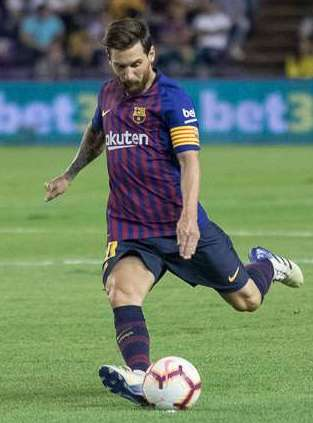
Lionel Messi portant la tenue de la saison 2018-2019.